# زانكت فندل
سنت وندل (بالألمانية: Sankt Wendel) هي مدينة وبلدة ألمانية تقع في ألمانيا في سارلاند. يقدر عدد سكانها بـ 26,074 نسمة .

## معرض صور

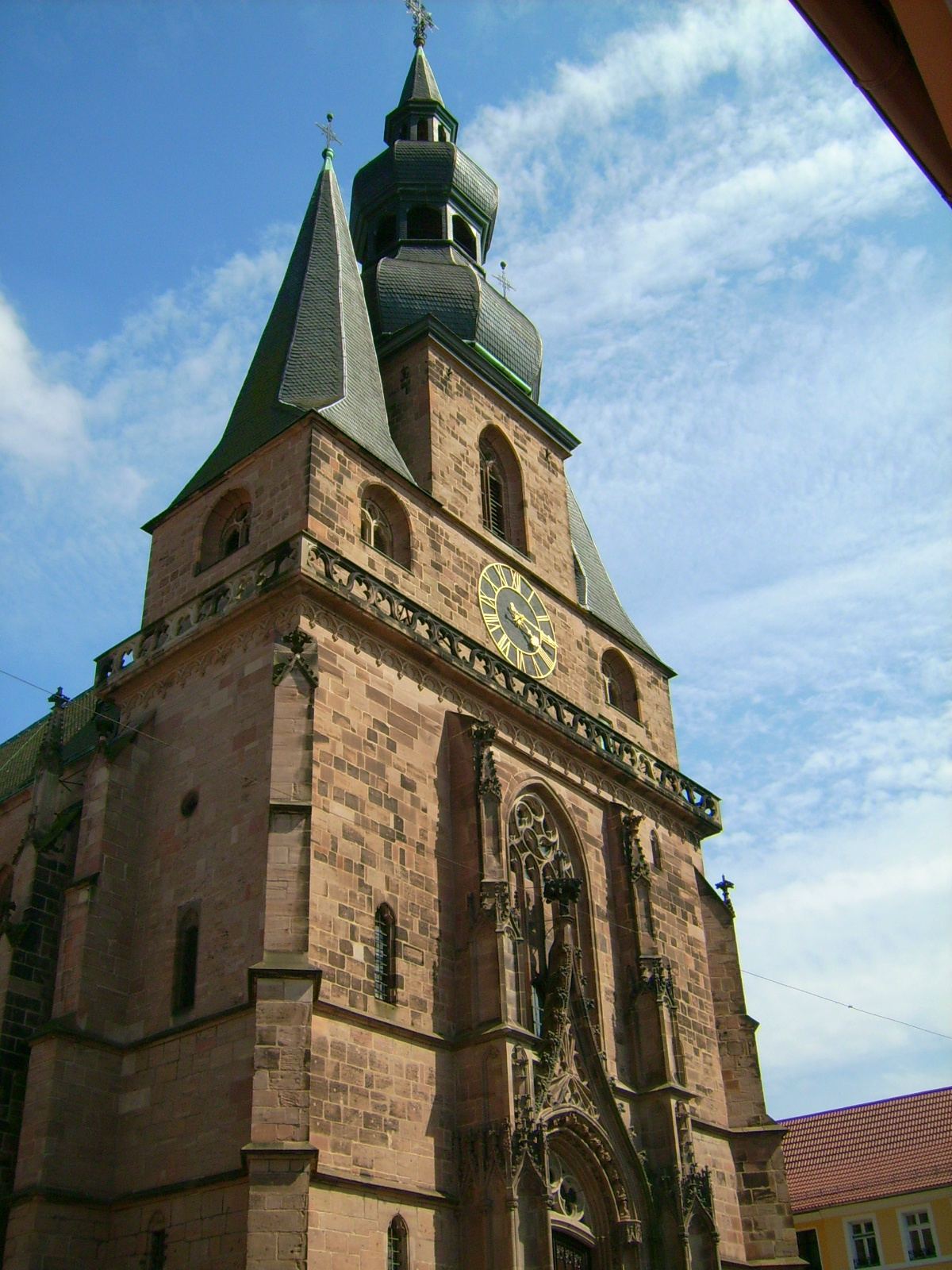
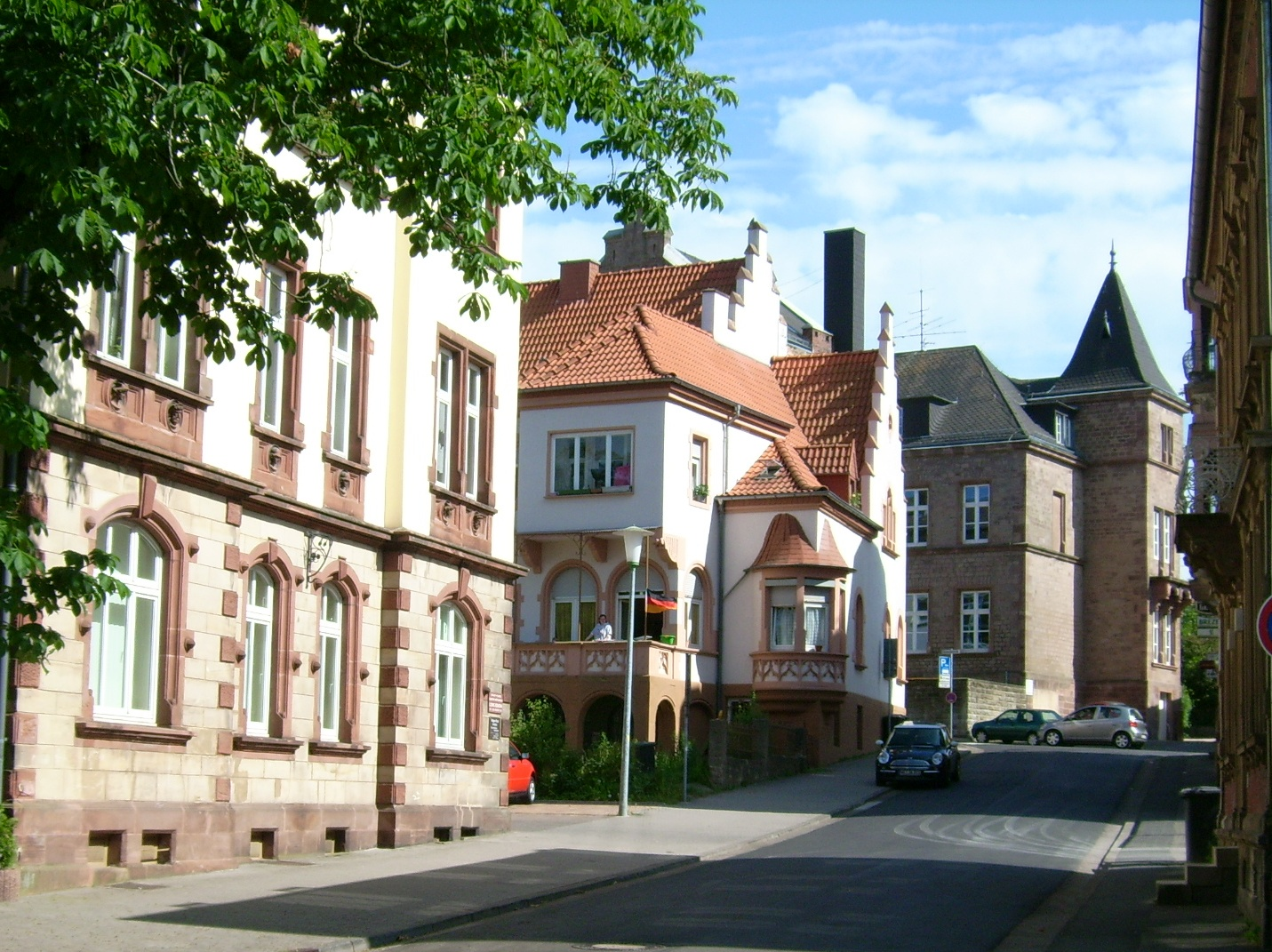
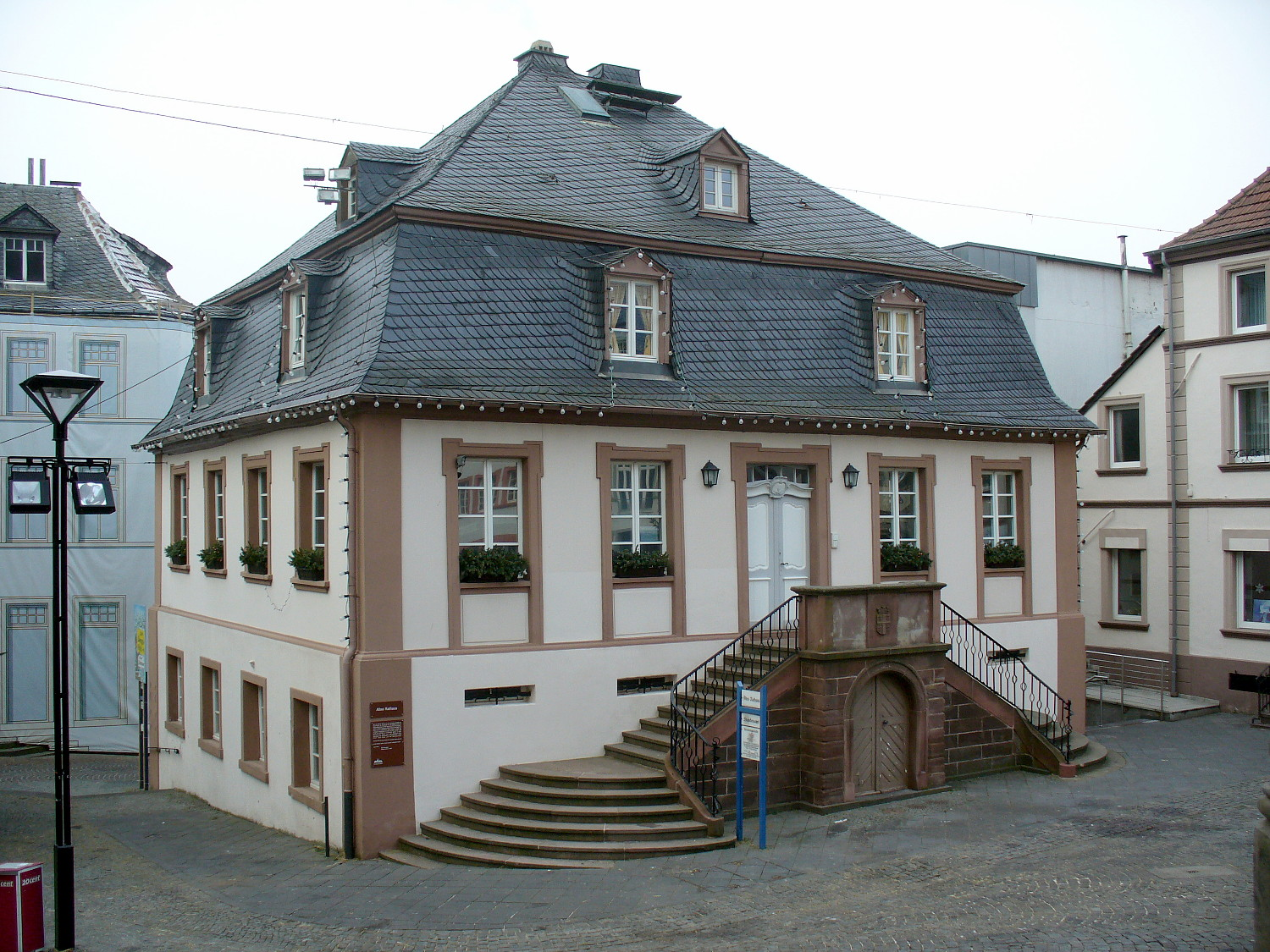

## أعلام
- بيير أنطوان فرانسوا هوبر
- جواو باتيستا بيكر
- كارل كريستيان ويبر
- سيلينا فاغنر
- لورا جونغ
- سيباسيتيان رينتيرت